# Canis lupus hodophilax
Loup du Japon, Loup de Honshû
Sous-espèce
Synonymes
- Canis hodophilax Temminck, 1839 (protonyme).
- Canis hodophylax Nehring, 1885
- Canis lupus japonicus Nehring, 1885
- Canis lupus var. japonica Nehring, 1885
- Lupus japonicus Nehring, 1885

Canis lupus hodophilax, connu sous le nom de loup du Japon (ニホンオオカミ（日本狼）, Nihon ōkami, ou encore sous le nom de loup de Honshū, est une sous-espèce éteinte de l’espèce canis lupus, autrefois endémique aux îles de Honshū, Shikoku et Kyūshū au Japon.
Craint et vénéré par les populations locales, l’introduction de maladies telles que la rage sur l’archipel, ainsi que de mauvaises politiques mises en place au cours de la restauration de Meiji ont entraîné sa persécution, puis son extermination totale au début du XXe siècle, avec celle du loup d’Hokkaidō (Canis lupus hattai). Si des observations bien documentées de canidés similaires ont été rapportées depuis lors et suggèrent une survivance de cette population de loups, des doutes persistent en raison de facteurs environnementaux et comportementaux,,.
Des restes découverts datant de la période Jōmon ainsi qu’un séquençage génétique indiquent que cette sous-espèce divergerait très nettement des populations actuelles de loups, notamment par ses dimensions plus petites que celle des autres sous-espèces. Plus proche du chien domestique (Canis lupus familiaris), il est supposé que tous deux partageraient une origine commune en Asie de l’Est.

## Noms et étymologies

### Dénomination binomiale et vernaculaires
Le nom binomial de Canis lupus hodophylax, originellement désigné sous le nom de Canis hodopylax traduit en français sous l’ancienne dénomination vernaculaire de chien hodophile, provient du grec ancien hodos (ὁδός ; chemin) et phylax (φύλαξ ; gardien). Cette dénomination particulière fait référence à l’Okuri-inu, du folklore japonais représentant des loups protecteurs des voyageurs. Le nom vernaculaire « Loup du Japon » correspond à la première dénomination utilisée par Temminck pour décrire l’animal. Le nom vulgaire « Loup de Honshū » lui est souvent attribué dans l’optique de la différencier du loup d’Hokkaidō.

### Dénominations locales:ōkamietyamainu

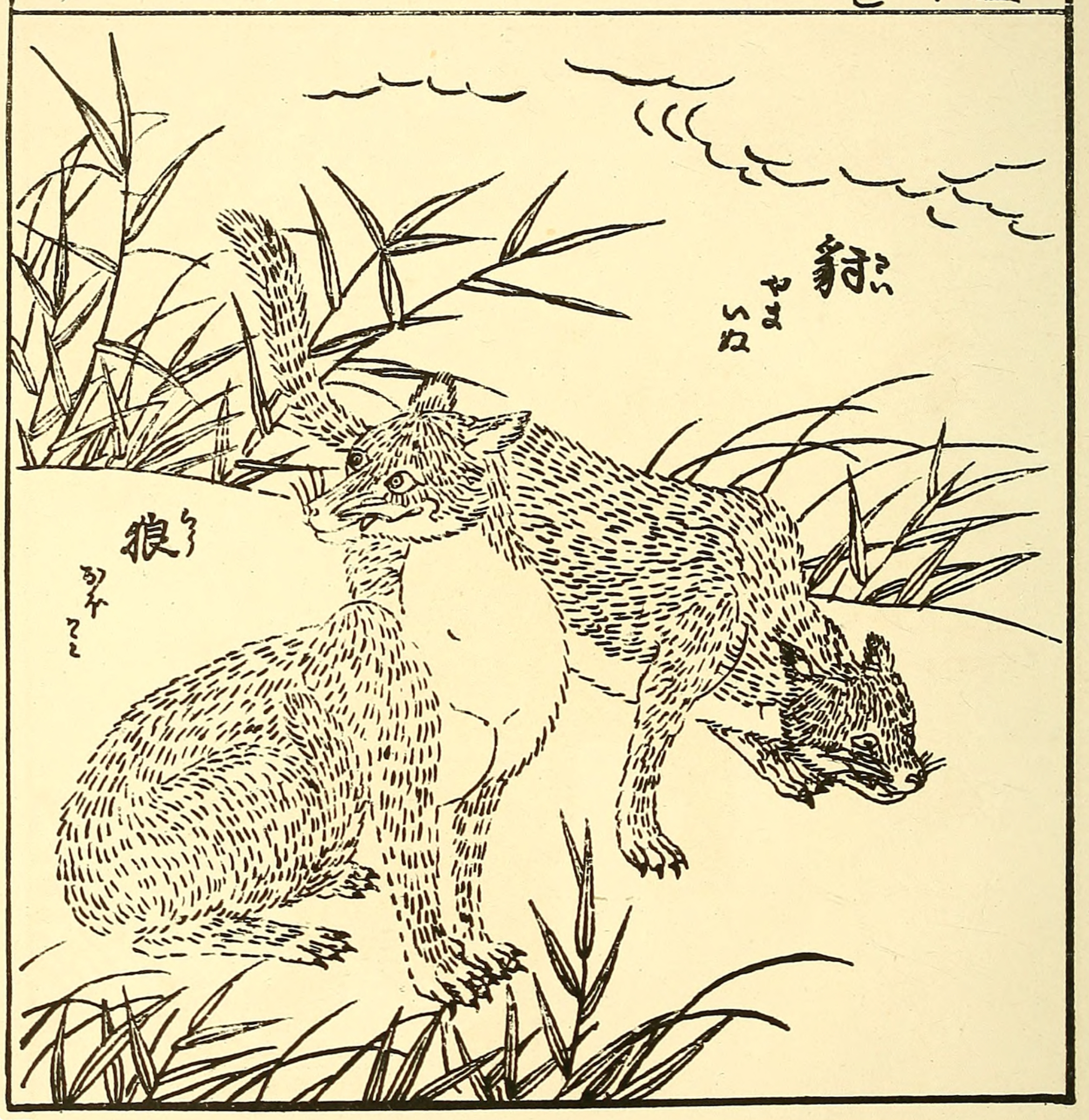
Illustration de l'ōkami (狼), à gauche, et du yamainu (犲), à droite, dans le kinmō-zui au XVIIIe siècle.

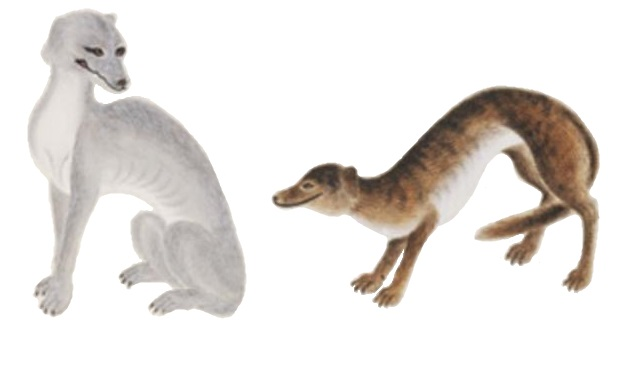
Illustration de lōkami et du yamainu par Kawahara Keiga.

Le terme Nihon ōkami (« loup du Japon ») est apparu à l’époque Meiji pour désigner l’animal. Dans les textes antérieurs à cette période, il disposait de nombreuses dénominations locales, où il était notamment associé à un grand chien avec plusieurs dénominations comme ōkami, oinu ou ōinu.
Avant la fin de la période Édo, l’espèce était considérée comme deux entités distinctes par la population. Certains individus, bruns et chétifs, étaient associés à une espèce de chiens sauvages malfaisants, confondus avec les chiens errants et les dholes illustrés dans les encyclopédies sino-japonaises, désignés sous le nom de yamainu (山犬, 山狗, 野犬, 犲 ; « chien des montagnes »), un terme qui désignait un chien qui ne vit pas auprès des hommes, en opposition à l’ieinu (家犬 ; chien de maison), sans toutefois désigner clairement de quelle espèce animale il s’agissait. D’autres, plus grands, au pelage d’un brun-gris pouvant aller jusqu’à un gris-blanc argenté, étaient associés à des divinités, vénérés sous le nom de ōkami, qui dérive de l’ancien japonais öpö-kamï (大神), pouvant signifier « grand esprit », de par son association aux divinités des montagnes, notamment le Yama-no-kami dans la religion shintō, ou bien « grand chien », ou encore « grande morsure » (ōkami ou ōkame).
Dans la période contemporaine, la dénomination de ōkami désigne un animal dans le sens de « loup » tel qu’il est dans la conception occidentale. Yamainu est devenu un nom peu utilisé, les chiens errants étant désignés sous le terme de yaken (野犬) et les dholes empruntant la dénomination occidentale sous l’appellation de dōru (ドール). Pour autant, les chercheurs s’accordent à dire aujourd’hui que les termes yamainu et ōkami référeraient tous deux à l’espèce Canis lupus hodophilax, malgré les confusions entretenues par le terme yamainu. Cette vision particulière de l’espèce pose de nombreux problèmes dans son identification et sa classification. De ce fait, tout reste d’un quelconque canidé sauvage retrouvé sur l’archipel japonais, plus particulièrement ceux étiquetés comme étant des yamainu, fait l’objet d’analyses ostéologiques et génétiques poussées, de sorte que l’on puisse savoir avec exactitude s’il s’agissait bien d’un loup, d’un chien errant ou bien d’un hybride des deux.

## Répartition
Le loup du Japon habitait les îles de Kyūshū, Shikoku et Honshū,, et était absent de celles d’Hokkaidō, où résidait l’autre sous-espèce Canis lupus attai. Les restes d'un spécimen de loup vieux de 28 000 ans découverts dans la région de la rivière Yana, sur la côte nord de la Sibérie arctique, ont révélé un haplotype d'ADN mitochondrial correspondant à celui du loup japonais. Cela indique qu'ils partageaient un ancêtre commun et une répartition géographique plus étendue.

## Caractéristiques physiques

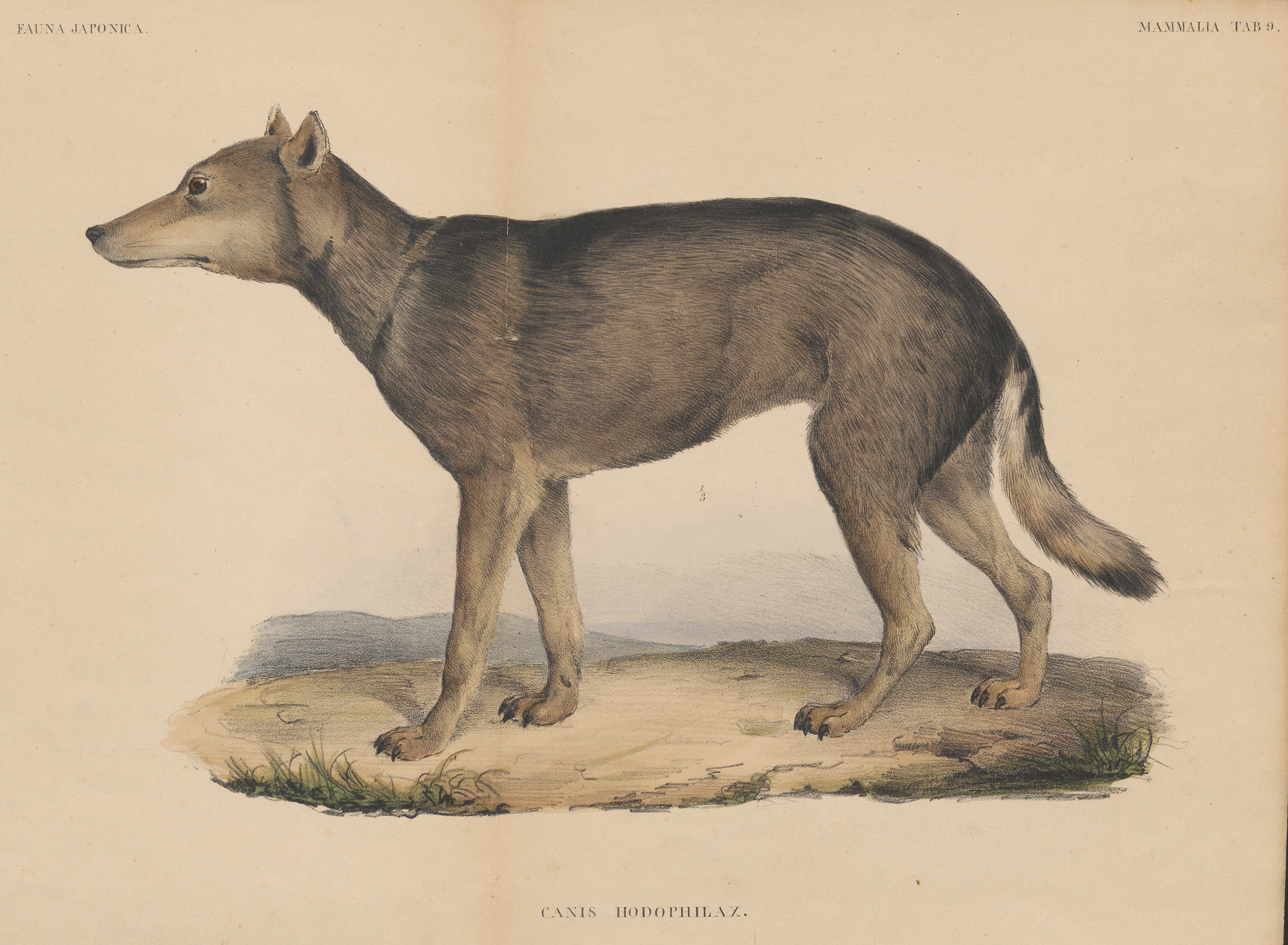
Illustration du Loup du Japon par Philippe de Siebold dans le volume 5 de « Fauna Japonica » (1838).

Le Canis hodophilax, décrit par Temminck en 1839, était plus petit que le loup gris commun (Canis lupus lupus), notamment au niveau de la taille des pattes. Son pelage était décrit comme court et lisse, mais dont la couleur différait peu de celle du loup d’Europe. Dans l’iconographie japonaise, ancienne et contemporaine, le loup du Japon est souvent représenté avec un pelage brun.
La sous-espèce était plus petite que le loup d’Hokkaidō et les autres populations de loups gris du continent eurasien et nord-américain. Il mesurait entre 56 et 58 cm au garrot. À ce titre, il était décrit comme la plus petite sous-espèce de Canis lupus du monde. Cependant, des études ont montré qu’il pouvait atteindre une moyenne de dimensions supérieure à celle du loup d’Arabie (Canis lupus arabs), avec une longueur crânienne moyenne de 200,8 mm, contre une longueur estimée entre 193,1 mm et 235,9 mm pour des individus dont l’âge au moment de la mesure est incertain. Par ailleurs, la M1 (molaire) de la mandibule du loup japonais restait relativement grande par rapport aux autres espèces de canidés.
Dans la littérature japonaise de la période Édo, l’ōkami était décrit, notamment par l’herboriste Ono Ranzan dans son ouvrage Honzō kōmoku keimō (« Aperçu éducatif des études naturelles ») publié en 1803, comme un animal de grande taille, au pelage gris-brun, doté d’une longue queue cendrée avec une extrémité blanche, des pattes palmées et des yeux triangulaires. Le yamainu était, quant à lui, traité comme un animal plus petit, avec une fourrure jaune et des pattes non palmées.

## Écologie
Les observations de cet animal étaient rares, en raison de nombreux problèmes d’identifications, notamment des confusions avec des chiens errants à cause des termes yamainu et ōkami. De plus, l’espèce s’étant éteinte avant que des études scientifiques approfondies puissent être menées, de nombreuses zones d’ombre subsistent sur son écologie exacte. Les seules informations disponibles proviennent de quelques encyclopédies publiées durant la période Édo.
De nature crépusculaire, le loup du Japon se distinguait du loup d’Hokkaidō par sa tendance à ne pas former de grandes meutes. Il se déplaçait généralement en groupes de 2 à 3 individus, parfois jusqu’à 10. Il chassait principalement de grands ongulés comme les cerfs sika et les sangliers, mais il pouvait aussi s’attaquer à d’autres animaux tels que les macaques japonais, ou encore à de plus petits carnivores comme le renard roux du Japon (Vulpes vulpes japonica) et le chien viverrin du Japon (Nyctereutes viverrinus viverrinus).
Il arrivait aussi qu’il s’approche des zones habitées, où il attaquait des animaux d’élevage tels que les chiens ou les chevaux. Ces attaques étaient particulièrement fréquentes dans la région de Morioka, où l’élevage de chevaux était répandu. Le loup du Japon construisait ses tanières dans des prairies d’herbe à éléphant (Miscanthus sinensis) à flanc de montagne, où il donnait naissance à environ trois petits. Selon la littérature japonaise, ses hurlements étaient si puissants qu’ils pouvaient faire trembler les cloisons en papier des maisons proches.
Le folklore populaire rapporte également que cet animal, d’un naturel très méfiant, avait l’habitude de suivre discrètement les humains qui empiétaient sur son territoire. Ce comportement a été identifié comme le phénomène de l’okuri-inu (送り犬 ; « chien suiveur »), dont le nom et l’interprétation variaient selon les régions du Japon.

## Interactions avec l’homme

### Origines

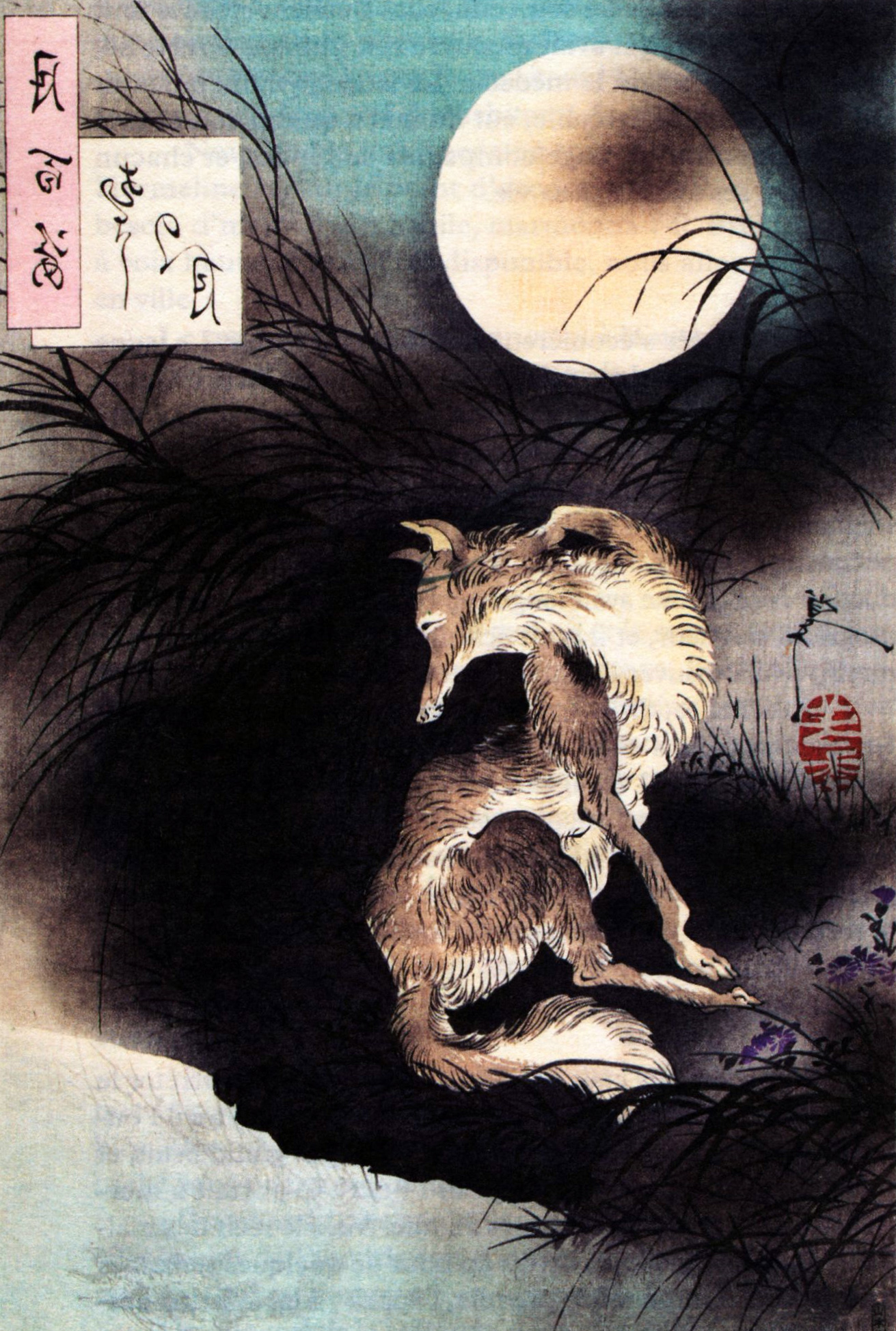
Pleine lune à Mushasi, Tsukioka Yoshitoshi, 1890. Comme le lièvre et le tanuki, le loup entretien une relation iconographique privilégiée avec l’astre lunaire, inspiré des croyances populaires chinoises.

Le loup du Japon entretien une certaine relation avec les hommes depuis une période très ancienne : Durant l’époque Jōmon, les dents de loups pouvaient être utilisées pour la confection de bijoux : Sur le site archéologique de Kanazuka, dans la préfecture de Chiba, un pendentif taillé dans une canine supérieure, datant du début de la période a été retrouvé. Depuis le début de cette période, le chien était déjà domestiqué par les populations présentes sur l’archipel. Connus sous le nom de Jōmon-ken (縄文犬), ces chiens, utilisés comme chiens de chasse, mesuraient environ 45 cm de hauteur au garrot, rapetissant au fil du temps, jusqu’à atteindre une quarantaine de centimètres vers la fin de la période.
Au cours de la période Yayoi, une nouvelle population de chiens en provenance du continent, s’installa avec les populations immigrées au Japon, désigné sous le nom de Yayoi-ken (弥生犬). Toutefois, si ces deux populations différaient morphologiquement, elles étaient toutes deux issues des loups domestiqués en Asie. Aucune preuve morphologique ou génétique ne permet alors de penser que le loup du Japon aurait été domestiqué au sein de l’archipel.

#### Le loup comme un messager divin
De fortes croyances animistes autour du loup existaient dans les régions montagneuses du Japon. Dans la croyance shintō, le loup était considéré comme un messager des divinités (kami ) offrant, de la même manière que le renard, une protection contre les ravageurs des cultures, tels que les petits rongeurs ou les grands ongulés. Il s’agissait également d’un animal doté de grands pouvoirs spirituels capable d’éloigner les mauvais esprits, de lever des malédictions ou de purifier un lieu. Les montagnes du Japon, perçues comme des lieux dangereux et mortels, étaient fortement associées au loup, considéré comme leur protecteur et gardien. De nombreux villages de montagne, tels qu’Okamiiwa (« Roc du loup ») et Okamitaira (« Plateau du loup »), portent des noms en hommage à l’animal. Cela pourrait être dû au fait que ces endroits étaient propice à l’observation du loup dans la région et au respect dont les populations faisaient preuve à son égard. Rien que sur l’île de Honshū, il existerait une vingtaine de sanctuaires shintō qui lui sont dédiés. À l’échelle de l’archipel, le sanctuaire le plus célèbre se trouve à Mitsumine, dans la région de Chichibu, dans la préfecture de Saitama. Mais il existe également des sanctuaires plus petits, comme sur la péninsule de Kii, notamment le sanctuaire Tamaki et le sanctuaire Katakati dans le village de Totsukawa.
Au cours des périodes les plus anciennes, notamment durant des périodes antérieures à la période Heian, les canidés vivant hors des maisons faisaient l’objet d’une considération spécifique et étaient adorés dans certains sanctuaires, comme les inugami (犬神 ; « esprit-canin »), mais surtout makami (真神) : Dans la région du yamatai, le loup faisait depuis longtemps l’objet d’un traitement particulier, où il était désigné sous le nom de  « véritable esprit » ou de son nom complet « Ōkuchi-no-Makami » (大口真神), à la fois vénéré et craint. Ce nom signifie littéralement « véritable esprit à la grande mâchoire ». Ce nom repose sur plusieurs théories : il pourrait faire référence à la capacité de l’animal à guider les héros vers la vérité : dans un ancien récit mythologique transmis dans le Kojiki, puis dans le Nihon Shoki où le loup prend la forme d’une manifestation du yama no kami (山神 ; l’esprit de la montagne), aida le héros légendaire Yamato Takeru, lorsque celui-ci s’était égaré, alors qu’il tentait de traverser les montagnes de l’Est pour aller pacifier d’autres régions du Japon. En signe de gratitude pour son aide, le héros donne le titre de « makami » à l’animal. Une autre interprétation veut que le nom ōkuchi (大口 « grande mâchoire »), ait été attribué au loup, par rapport à sa voracité et à sa capacité à ôter la vie de nombreuses personnes, comme ce fut le cas dans une région d’Asuka appelée Ōkuchi-no-Makami-no-Hara, où un vieux loup aurait tué plusieurs personnes
Certains villages possédaient des amulettes appelées shishiyoke, censées protéger les habitants et leurs cultures contre les sangliers. Les crocs, la peau et les poils du loup étaient portés par les voyageurs pour repousser les mauvais esprits, et leurs crânes étaient conservés dans certains sanctuaires domestiques pour éloigner la malchance. Dans certaines localités, comme ceux de la préfecture de Gifu, le crâne du loup était utilisé comme talisman de protection et comme remède pour soigner les villageois possédés. En plus de protéger les cultures, le loup pouvait parfois laisser des proies aux villageois.
Cette croyance positive autour de l’animal sera effective tout au long de l’histoire japonaise à l’échelle locale : une autre croyance raconte des loups qui auraient élevé un enfant abandonné dans les forêts de la péninsule de Kii, qui serait ensuite devenu le chef du clan Fujiwara no Hidehira. Une autre légende, venant de la région du Kantō, rapporte que nourrir un nourrisson avec du lait de loup le rendrait fort. Certains récits présentent le loup du Japon comme une créature prophétique. Dans les montagnes de Tamaki, un arbre appelé « cyprès des hurlements » serait l’endroit où des loups auraient hurlé juste avant une inondation en 1889, avertissant les villageois, et avant le grand tremblement de terre de 1923, bien que le loup fût déjà éteint à cette époque. Une autre croyance, appelée « prophétie du loup », raconte qu’un voyageur ne rentrant pas chez lui était annoncé mort par un loup venu hurler tristement devant sa maison.
Toutefois, dans son Tōno Monogatari, Kunio Yanagita mentionne l’histoire d’une famille ayant négligé un rite envers une divinité locale, yamamine-sama, voyait ses chevaux massacrés par des loups en une seule nuit, illustrent le double rôle des loups : de véritables messagers divins, dont la grande mâchoire sert d’instrument de vengeance divine.

#### Le loup comme un prédateur sanguinaire

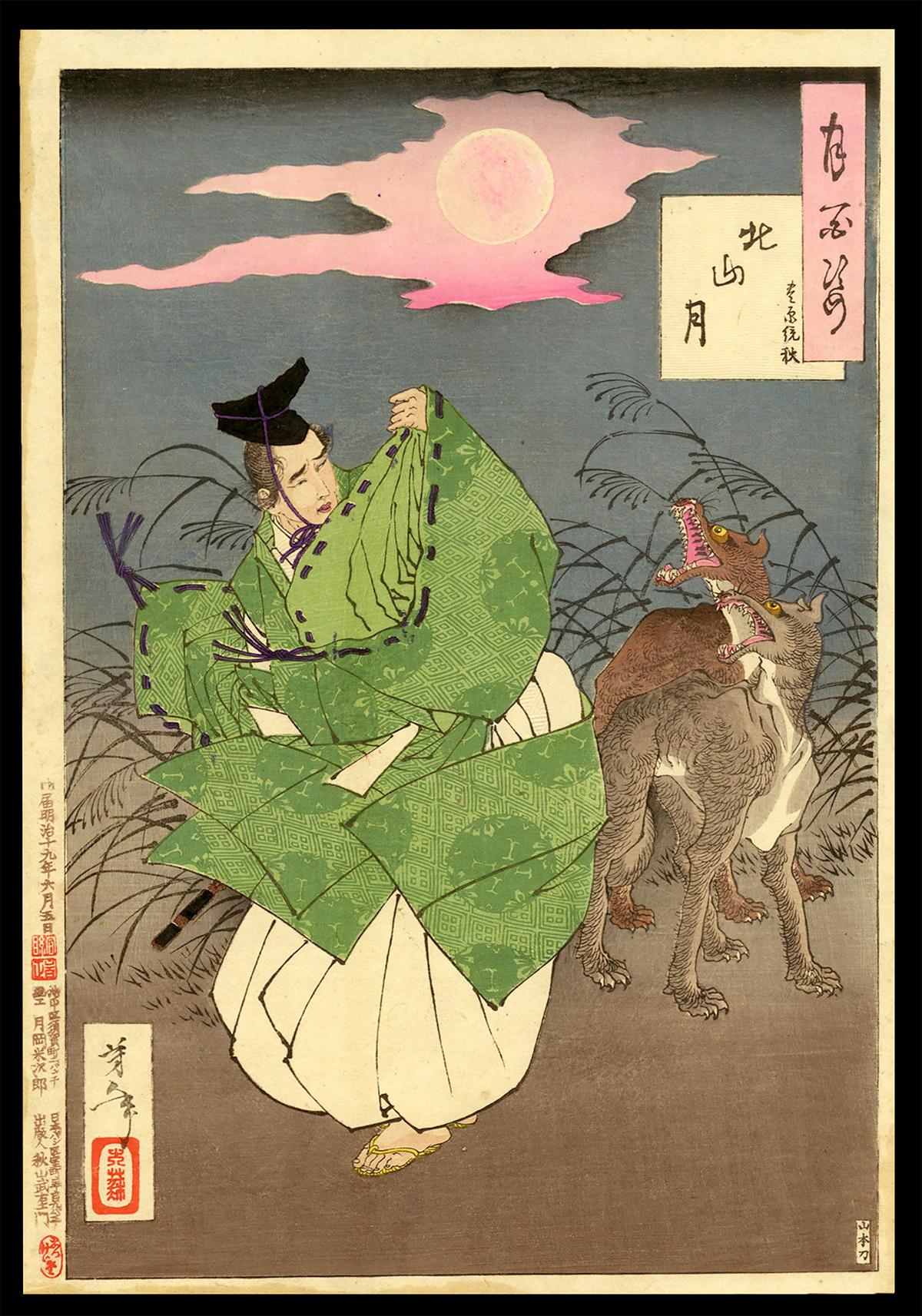
La lune sur Kitayama par Yoshitoshi. Illustration de loup, tirée d'un livre illustré par le maître de Yoshitoshi, Kuniyoshi.

Cette tendance du loup à exercer une pression mortelle sur les populations humaines était un fait récurrent au cours de l’histoire. En 713 apr. J.-C., le loup apparaît pour la première fois dans les archives sous le nom de Kofudoki itsubun. À partir de 967 apr. J.-C., des documents historiques indiquent que le loup préférait chasser les chevaux, qu’ils soient errants dans la nature ou bien gardés dans des pâturages, des écuries ou des villages. En 1701, un seigneur introduisit la première prime pour la chasse au loup, et, dès 1742, les premiers chasseurs professionnels de loups utilisaient des armes à feu et du poison.
D’après les recherches compilées par Hiraiwa Yonekichi, il existe de nombreux récits de loups attaquant non seulement dans les montagnes, mais aussi à proximité des habitations humaines. Des chroniques anciennes relatent de nombreux cas d’attaques, parfois mortelles, au cours du Moyen Âge, entre les périodes Heian et Edo. En 851, un loup entre dans la maison d’un prêtre shinto et dévore un garçon de 13 ans. En 886, un loup attaque et tue un homme près du sanctuaire Kamo. En 1702, dans la région de Shinshū Takashima, un loup tue 16 personnes en deux mois. Enfin, en 1710, dans le domaine d’Owari, un loup blesse 24 personnes en un seul mois.

#### Le yamainu: un animal mystérieux
Cette tendance du loup à venir rôder près des habitations humaines, mais aussi avec la proximité qu’il entretient avec le chien a eu tendance à ternir sa réputation dans diverses régions du Japon où il a été associé aux chiens en divagation dans les rues et les zones rurales. Dans le folklore japonais, la croyance largement répandue du okuri-inu (送り犬 ; « chien suiveur ») décrit un animal à l’allure canine qui suivait quelquefois une personne marchant seule à travers une forêt la nuit. Dans certains cas l’animal pouvait menacer de dévorer la personne, dans d’autres cas, il pouvait lui porter assistance en la guidant dans la montagne jusqu’à ce qu’elle atteigne son domicile. La figure du chien est devenue ambiguë, celle du loup également.
Cette ambiguïté autour des deux animaux s’illustre autour du concept même du yamainu : dans le Japon ancien, ce terme désignait, selon les personnes et les contextes, un synonyme du terme ōkami, ou bien une entité considérée comme une espèce différente de l’ōkami, qui était toujours un objet de culte.

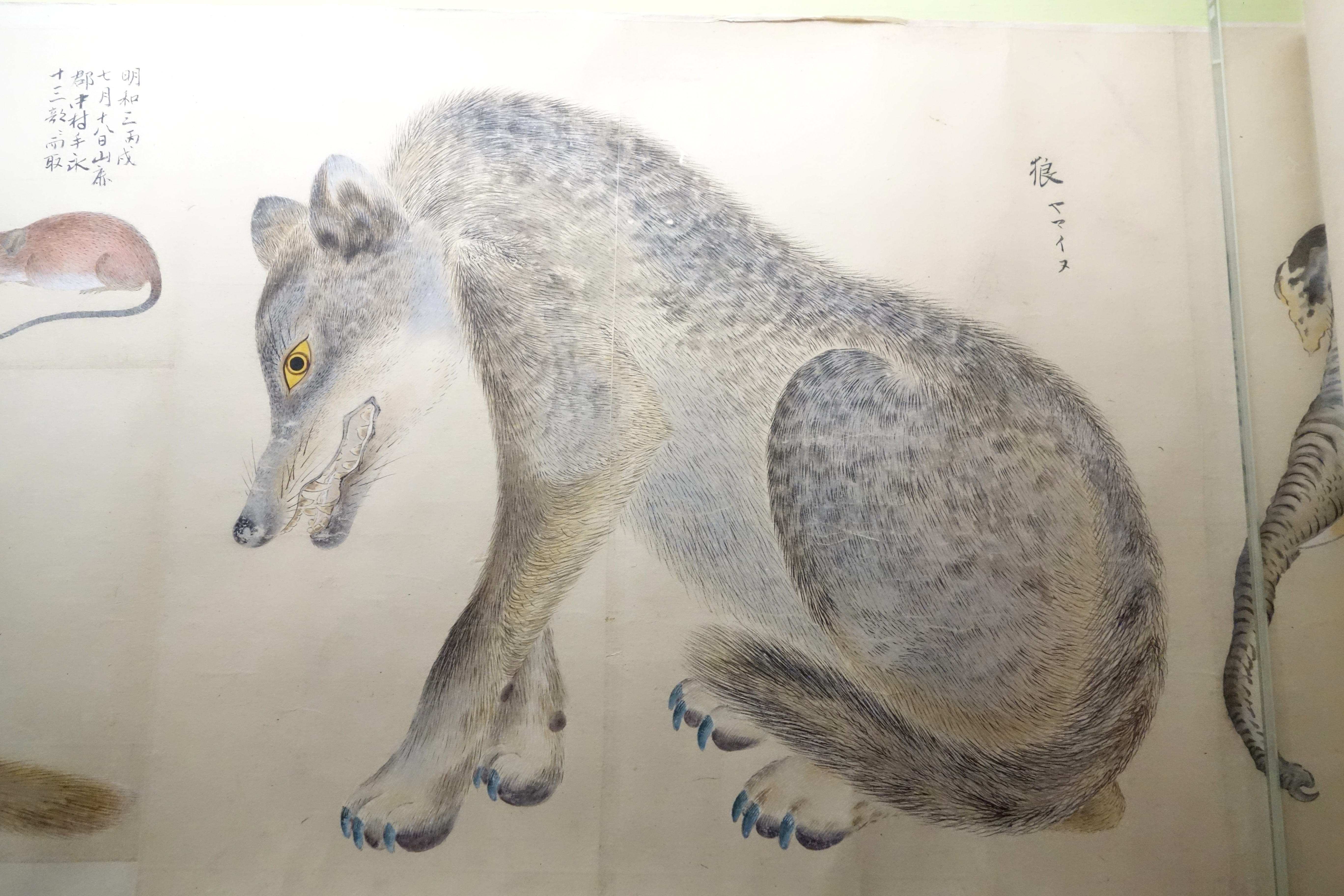
Gravure de la fin de la période Édo représentant un loup du Japon. Il est désigné avec le caractère mais sous le nom de.

Cette idée d’espèce différente est notamment transmise par les différentes encyclopédies japonaises, publiées au cours de la période Édo, inspirées des recueils de sciences naturelles parus en Chine plus tôt. Dans ces encyclopédies, le terme yamainu était souvent associé au caractère sai (犲) utilisé pour désigner le dhole en Chine. Dans les encyclopédies comme le wakan sansai zue ou encore le kinmō zui, les yamainu étaient caractérisés comme étant dotés d’un pelage jaune et plus petits que les ōkami. Mais ils se dissocient surtout de ces derniers car ils étaient considérés comme des animaux malveillants, symbole de mauvais augure, à l’odeur nauséabonde, extrêmement redoutés des humains. Les caractéristiques du dhole en Chine ont dû se transposer vers les yamainu au Japon. Une chose qui semble effective dans la mesure où l’on retrouve une description semblable dans l’ouvrage de Ono Ranzan où le yamainu est décrit avec un pelage jaune tacheté, des pattes non palmées, une odeur fétide et une chair immangeable. Comme les dholes en Chine, les yamainu traînaient la réputations d’animaux dangereux, pouvant suivre leurs proies dans les montagnes. Le terme yamainu est d’ailleurs souvent associé à l’okuri-inu, dont le folklore raconte qu’il pouvait aussi profiter du moindre moment de faiblesse de sa cible pour faire venir sa meute et l’attaquer pour la tuer et la dévorer rapidement, à la manière du dhole.
Par la suite, les travaux de Ranzan furent étudiés par le botaniste allemand Philipp Franz von Siebold lors de son séjour à Dejima. En 1826, Siebold acheta une femelle yamainu et un ōkami, les décrivant dans ses notes comme deux espèces distinctes et réalisant deux croquis pour illustrer leurs différences. La peau du yamainu fut envoyée au Rijksmuseum van Natuurlijke Historie aux Pays-Bas et naturalisée. Ces spécimens, ainsi que les notes de Siebold, furent utilisés par Temminck pour sa classification scientifique de l'animal dans son ouvrage Fauna Japonica’ paru en 1838. Cependant, Temminck n'interpréta pas correctement les notes de Siebold et inversa les deux concepts japonais, traduisant alors le terme okame par « chien de montagne ». En réalité, même pour la population japonaise, il n’était pas chose aisée de distinguer exactement ces deux concepts : dans certaines régions, l’animal était clairement identifié sous le nom de ōkami et dans d’autres tous les grands canidés, domestiques ou sauvages, étaient assimilés à des chiens. La faute étant que la méthodologie d’identification des animaux était davantage basée sur les témoignages que sur des observations minutieuses, sans parler des cas d’hybridation avec des chiens errants, rendant l’identification toujours plus difficile.

### Extinction

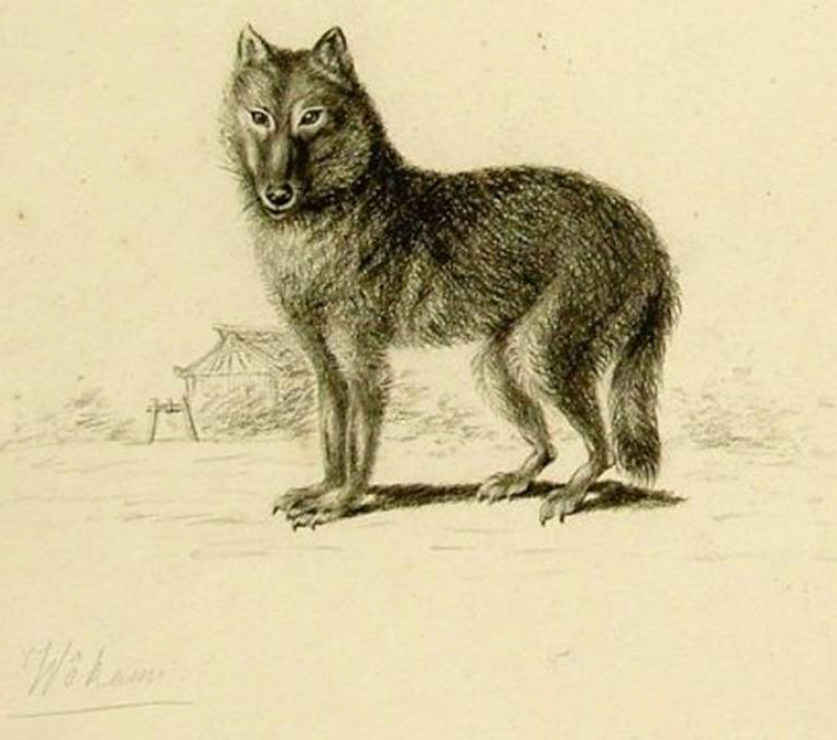
Le croquis de Carl Hubert de Villeneuve du spécimen captif de Siebold, probablement la seule représentation européenne authentique de l'espèce sans ambiguïté identifiée comme un ōkami plutôt qu'un yamainu.

Les causes exactes de l’extinction du loup du Japon ne sont pas formellement établies. Cependant, plusieurs facteurs sont supposés : maladies infectieuses telles que la rage ou la maladie de Carré (introduites par les chiens européens au cours de la période Meiji), chasse excessive, réduction des ressources alimentaires et fragmentation des habitats causées par le développement humain. Au cours de l’époque d’Edo, une épidémie de rage, apparue en 1732, aurait touché les canidés, augmentant les attaques sur l’homme et intensifiant la chasse. En 1736, la rage s’était propagée depuis l’est du Japon à l’ensemble de l’archipel, touchant les loups et transformant certains d’entre eux, jusque-là prédateurs de chevaux, en tueurs d’hommes. La perception locale des loups évolua également. Leur agressivité accrue, due à la rage, combinée à la déforestation croissante de leur habitat, accentua les conflits avec les humains, poussant les agriculteurs à les cibler. Par ailleurs, les croyances issues de la pharmacopée chinoise, attribuant des propriétés rituelles aux os ou crânes de loups, favorisèrent leur capture et leur extermination, notamment entre la fin de l’époque d’Edo et le début de l’ère Meiji.
Sous la Restauration de Meiji, l’extermination des loups devint une politique nationale, et l’espèce fut éradiquée en une génération. Le dernier individu connu fut tué à Washikaguchi, dans le village d’Higashiyoshino (préfecture de Nara), le 23 janvier 1905. Des signalements d’animaux ressemblant à des loups ont continué après leur extinction, jusqu’en 1997, mais aucun n’a été confirmé. Une prétendue observation en 2000 a été rejetée comme un canular. Certains zoologistes pensent que ces rapports sont dus à une confusion avec des chiens féralisés. Cette confusion aurait également contribué à l’extinction de la sous-espèce.

### Possibilités de survivance
Dans les zones montagneuses de la péninsule de Kii, plusieurs cas de capture d’animaux supposés être des loups ont fait l’objet de controverses dans les années 1970. Le 16 août 1973, dans le secteur de Fukuno à Tanabe (préfecture de Wakayama), un corps d’animal a été retrouvé dans un canal au pied des monts Katanami. Quatre jours plus tard, un autre animal affaibli, présentant des caractéristiques similaires, fut découvert. Selon l’archéozoologue Nobuo Naoira, ces animaux étaient indubitablement des canidés, mais leur appartenance au loup du Japon reste incertaine. Il a également suggéré qu’il pourrait s’agir d’individus issus de croisements entre des loups et chiens errants. Le 22 août de la même année l’écrivain et chercheur sur les animaux sauvages Inosuke Hirata déclara que ces spécimens étaient des loups japonais, en se basant sur leurs caractéristiques physiques : un crâne aplati et allongé, la position du premier métacarpien, ainsi qu’un pelage bouclé avec des fourches. Cependant, des spécialistes comme l’écrivain et zoologiste Yoneji Hiraiwa réfutent ces affirmations, les attribuant à des erreurs d’identification, impliquant des chiens errants, des renards ou de jeunes tanukis.
En 1996, une photographie d’un animal ressemblant fortement à un loup japonais a été prise dans la région des monts Chichibu (surnommé le « Yamainu de Chichibu »). Les avis des experts divergent sur l’identification de cet animal, certains affirmant qu’il s’agit d’un loup, d’autres penchant pour un chien errant.

### Conséquences de l'extinction et projets de réintroduction
L’extinction du loup sur l’archipel a entraîné un déséquilibre écologique, notamment une prolifération d’espèces telles que le sanglier, le cerf sika et le macaque japonais, autrefois régulées par ce prédateur. Cependant, l’extinction du loup n’est qu’un des nombreux facteurs ayant contribué à cette hausse. D’autres causes incluent le réchauffement climatique réduisant la mortalité hivernale, la désertification des zones rurale par l’homme et d'autres modifications anthropiques. Ces espèces ont envahi les zones habitées par les humains, causant des dégâts considérables non seulement aux cultures agricoles mais aussi aux écosystèmes forestiers.
Sur le modèle de la réintroduction du loup dans le parc du Yellowstone aux États-Unis, un projet de réintroduction du loup de Sibérie au Japon a été proposé. Toutefois, les risques liés à la libération de cette sous-espèce, plus forte et massive, ont conduit à l’abandon du projet. Actuellement, certains soutiennent l’idée d’importer des loups de la région du Grand Khingan en Chine, supposés avoir des ancêtres communs avec le loup du Japon, et de les relâcher dans les forêts japonaises. Plus récemment, des discussions ont émergé autour de l’utilisation des techniques de clonage pour ressusciter le loup japonais.
Il est cependant à noter que certaines îles du Japon n’ont jamais abrité de prédateurs au sommet de la chaîne alimentaire, les herbivores et omnivores y ont prospéré sans régulation. Par exemple, sur des îles comme Awaji, Tsushima, Yakushima, Kuchinoerabu et Mage, les cerfs et sangliers se sont développés naturellement sans présence historique du loup. Des études récentes ont également révélé que la population de cerfs de Yakushima tend à diminuer naturellement, en dépit de l’absence de prédateurs.

### Spécimens restants
Le loup du Japon, ayant disparu au début de l’ère Meiji, est représenté par un nombre limité de crânes et de peaux, ainsi que par seulement cinq spécimens naturalisés dans le monde. Parmi ceux-ci, quatre se trouvent au Japon (l’un d’eux ayant été considéré en tant que yamainu jusqu’en 2023),, tandis qu’un spécimen issu de la collection Siebold est conservé au Musée national d'histoire naturelle de Leyde Pays-Bas.
- Musée national des sciences de Tokyo, spécimen naturalisé, squelette complet : mâle, pelage d'hiver, capturé vers 1870 dans la préfecture de Fukushima). En 2024, une étude publiée dans le journal électronique du musée a suggéré que l’un des spécimens précédemment classés comme un yamainu pourrait en réalité être un véritable loup, élevé autrefois au zoo d’Ueno[46].
- Faculté d’agriculture de l’université de Tokyo, spécimen naturalisé : femelle, pelage d'hiver, capturée en 1881 dans la préfecture d’Iwate)[47].
- Musée préfectoral d’histoire naturelle de Wakayama, spécimen naturalisé : pelage d’hiver, capturé en 1904 à la frontière des préfectures de Wakayama et de Nara, dans les montagnes Ōdaigahara). Une étude réalisée en 1981 sur le crâne a confirmé qu’il s’agissait bien d’un loup du Japon[48].
- Musée Mitsumine de Chichibu, préfecture de Saitama, deux peaux : découvertes et confirmées en 2002).
- Musée municipal de Kumamoto (squelette complet : découvert dans une grotte de Kyōjōzan, préfecture de Kumamoto, lors de fouilles entre 1976 et 1977). Des analyses ont estimé que cet individu aurait vécu entre l’époque de Muromachi et le début de l’ère Édo.
- Pays-Bas : Musée national d'histoire naturelle de Leiden (spécimen naturalisé : adulte acheté en 1826 à Osaka). Appartenant à la collection de Philipp Franz von Siebold, cet individu a été identifié comme un hybride d’une louve et d’un chien[49].
- Royaume-Uni : Muséum d’histoire naturelle de Londres (peau et crâne : mâle jeune, pelage d’hiver, capturé en 1905 dans la préfecture de Nara)[50].
- Allemagne : Muséum Humboldt de Berlin, peau uniquement.

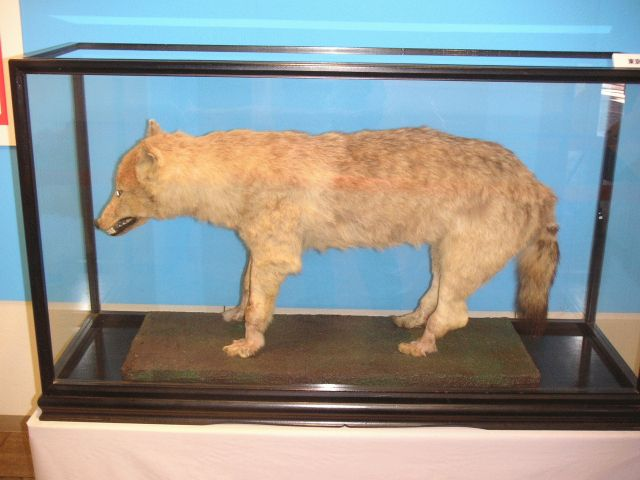
Spécimen naturalisé conservé à l’université de Tokyo.
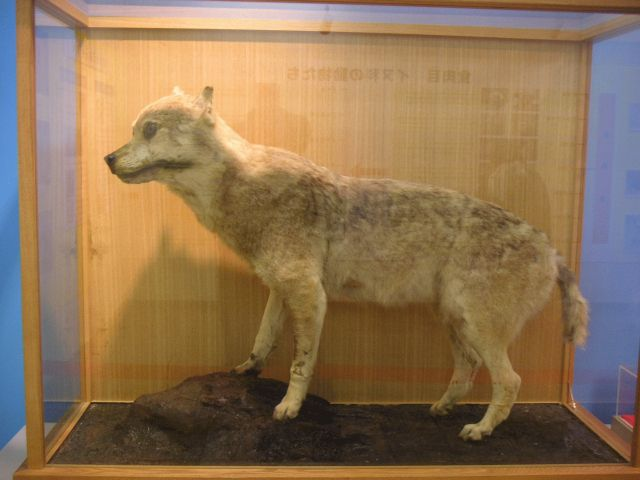
Spécimen naturalisé conservé au musée préfectoral d’histoire naturelle de Wakayama.
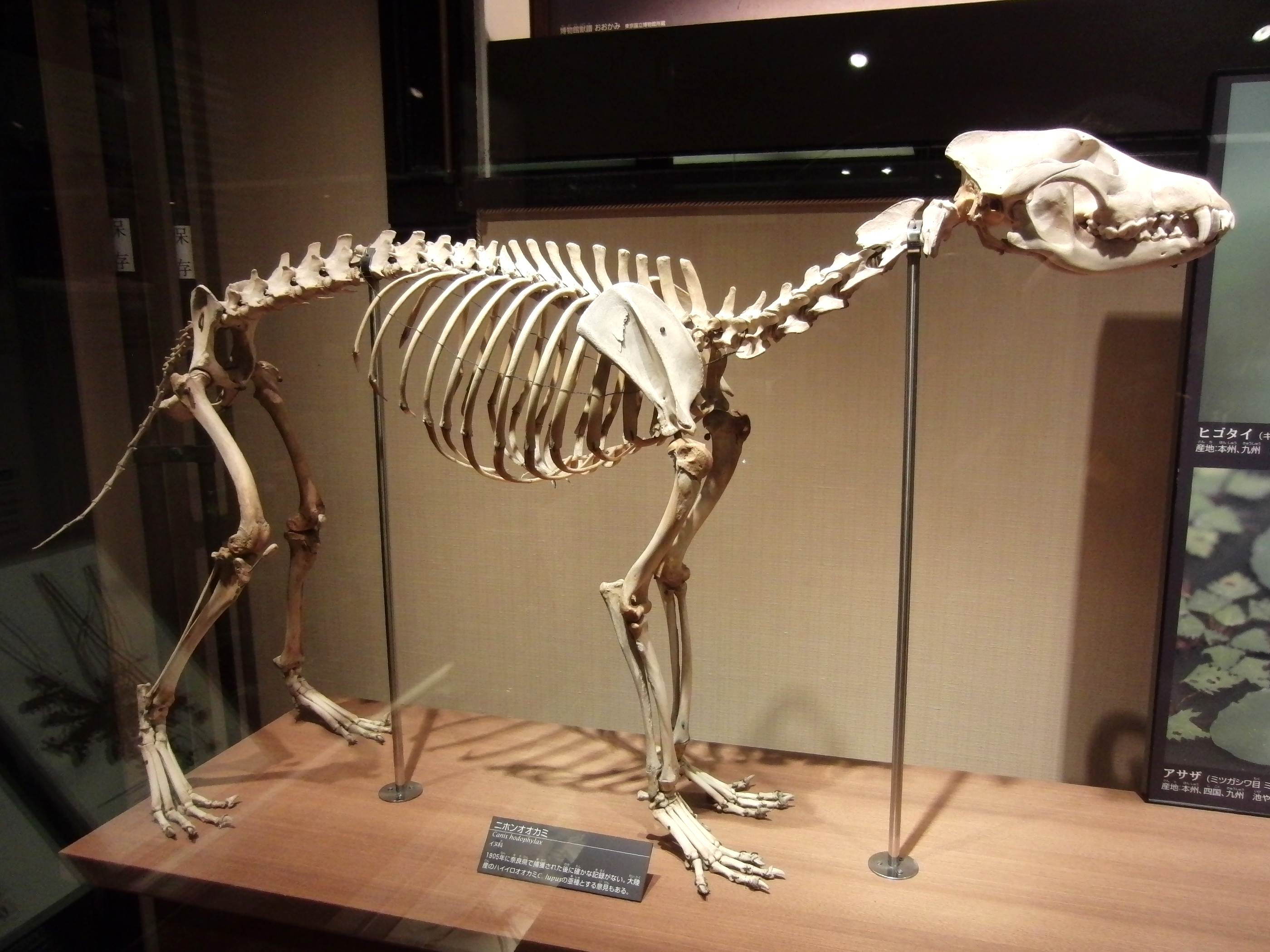
Squelette conservé au musée national des sciences de Tokyo.

### Ossements

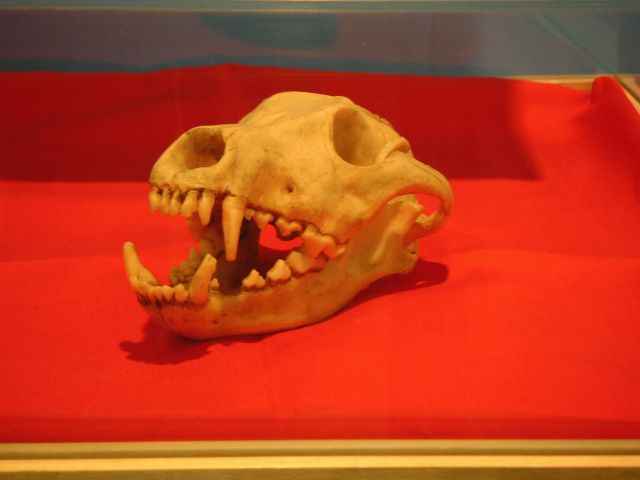
Crâne et mandibules de loup du Japon.

Des crânes attribués au loup du Japon ont été conservés dans divers sanctuaires et anciennes résidences dicéminés sur l’archipel. Dans la région de Tanzawa, préfecture de Kanagawa, les os de loups étaient utilisés comme talismans pour éloigner les mauvais esprits. En 2004, un crâne contenant encore des tissus mous a été découvert à Misaka, dans la préfecture de Yamanashi. Identifié comme un loup du Japon, il est aujourd’hui conservé au musée préfectoral de Yamanashi.

## Culture populaire
La figure du loup est un élément récurrent dans la culture audiovisuelle japonais, avec le film d’animation comme Princesse Mononoké, ou encore le jeu vidéo Ōkami, toutefois, l’identité zoologique n’est pas explicitement définie et n’est que supposée par le contexte.
Dans le long-métrage d’animation Japonais, Le grand magasin, un couple de loups du Japon apparaît en tant que personnages secondaire du film.